# Staurastrum depressiceps
Staurastrum depressiceps là một loài Song tinh tảo trong họ Desmidiaceae, thuộc chi Staurastrum.